# Granulocytopenia
Granulocytopenia – zmniejszenie poniżej normy liczby granulocytów we krwi obwodowej. Najczęściej granulocytopenia ma związek z neutropenią, ponieważ najliczniejszymi granulocytami są neutrofile i to zmiany właśnie ich liczby zwykle decydują o ogólnej liczbie granulocytów, do których należą jeszcze eozynofile oraz bazofile.
Prawidłowa liczba neutrofili we krwi krążącej wynosi 1800–8000/μl.